# Wiesing
Wiesing è un comune austriaco di 2 063 abitanti nel distretto di Schwaz, in Tirolo.